# Phaenicophilus palmarum
Phaenicophilus palmarum là một loài chim trong họ Thraupidae.